# U 82 (U-Boot, 1941)
U 82 war ein deutsches U-Boot vom Typ VII C, das im Zweiten Weltkrieg von der deutschen Kriegsmarine eingesetzt wurde.

## Geschichte
Der Bauauftrag für dieses Boot wurde am 25. Januar 1939 an die Vegesacker Werft vergeben. Die Kiellegung erfolgte am 15. Mai 1940 und der Stapellauf am 15. März 1941. Am 14. Mai 1941 wurde es dann unter Oberleutnant zur See Siegfried Rollmann in Dienst gestellt. Das Boot führte das Wappen seiner Patenstadt Coburg am Turm. Das damalige Wappen der oberfränkischen Stadt zeigte ein gestürztes Schwert mit einem Hakenkreuz im Knauf auf goldenem und schwarzem Grund.
Das Boot gehörte bis zum 31. August 1941 als Ausbildungsboot zur 3. U-Flottille in Kiel und anschließend als Frontboot zur gleichen Flottille mit Sitz in La Pallice/La Rochelle.

## Einsatzstatistik
Kommandant Siegfried Rollmann führte U 82 während seiner Dienstzeit auf drei Unternehmungen, auf denen er neun Schiffe mit einer Gesamttonnage von 53.049 BRT versenkte und eines mit einer Tonnage von 1.999 BRT beschädigte.

### Erste Unternehmung
Das Boot lief am 11. August 1941 um 14:00 Uhr von Trondheim aus und am 18. September 1941 um 16:00 Uhr in Lorient ein. Auf dieser 39 Tage dauernden und zirka 6.000 sm langen Unternehmung in den Nordatlantik und südlich von Island wurden vier Schiffe mit zusammen 24.362 BRT versenkt und ein Schiff mit 1.980 BRT beschädigt.
- 10. September 1941: Versenkung des britischen Dampfers Empire Hudson (Lage) mit 7.465 BRT. Der Dampfer wurde durch einen Torpedo versenkt. Er hatte 9.562 t Weizen geladen und befand sich auf dem Weg von Halifax über Sydney nach Liverpool. Das Schiff gehörte zum Konvoi SC 42 mit 65 Schiffen. Es gab vier Tote und 63 Überlebende.

- 11. September 1941: Versenkung der britischen Tankers Bulysses (Lage) mit 7.519 BRT. Der Tanker wurde durch einen Torpedo versenkt. Er hatte 9.300 t Leichtöl geladen und befand sich auf dem Weg von New York über Sydney (Nova Scotia) nach Stanlow. Das Schiff gehörte zum Konvoi SC 42. Es gab einen Toten und 59 Überlebende.

- 11. September 1941: Versenkung der britischen Dampfers Gypsum Queen (Lage) mit 3.915 BRT. Der Dampfer wurde durch einen Torpedo versenkt. Er hatte 5.500 t Sulfat geladen und war auf dem Weg von New Orleans über Sydney (Nova Scotia) nach Glasgow. Das Schiff gehörte zum Konvoi SC 42. Es gab zehn Tote und 26 Überlebende.

- 11. September 1941: Versenkung der britischen Dampfers Empire Crossbill (Lage) mit 5.463 BRT. Der Dampfer wurde durch einen Torpedo versenkt. Er hatte 6.668 t Stahl sowie 4 t Hilfsgüter geladen und war auf dem Weg von Philadelphia über Sydney (Nova Scotia) nach Hull. Das Schiff gehörte zum Konvoi SC 42. Es war ein Totalverlust mit 49 Toten.

- 11. September 1941: Beschädigung der schwedischen Dampfers Scania mit 1.980 BRT. Der Dampfer wurde durch einen Torpedo beschädigt und noch am gleichen Tag von U 202 versenkt. Das Schiff gehörte zum Konvoi SC 42.

### Zweite Unternehmung
Das Boot lief am 15. Oktober 1941 um 13:30 Uhr von Lorient aus und am 19. November 1941 um 17:00 Uhr wieder dort ein. U 82 gehörte zu den Gruppen „Schlagetot“ und „Raubritter“. Auf dieser 36 Tage dauernden und zirka 5.600 sm über und 140 sm unter Wasser langen Unternehmung in den Nordatlantik westlich von Irland wurden zwei Schiffe mit insgesamt 9.380 BRT versenkt.
- 21. Oktober 1941: Versenkung des britischen Dampfers Serbino (Lage) mit 4.099 BRT. Der Dampfer wurde durch einen Torpedo versenkt. Er hatte 3.500 t Frachtgut sowie 1.355 t Sisalfasern geladen und befand sich auf dem Weg von Mombasa über Freetown nach Liverpool. Das Schiff gehörte zum Konvoi SL 89 mit 23 Schiffen. Es gab 14 Tote und 51 Überlebende.

- 21. Oktober 1941: Versenkung des britischen Dampfers Treverbyn (Lage) mit 5.281 BRT. Der Dampfer wurde durch einen Torpedo versenkt. Er hatte 6.900 t Eisenerz geladen und befand sich auf dem Weg von Pepel (Sierra Leone) über Freetown (Sierra Leone) nach Cardiff. Das Schiff gehörte zum Konvoi SL 89. Es war ein Totalverlust mit 46 Toten.

### Dritte Unternehmung
Das Boot lief am 11. Januar 1942 von La Pallice aus und wurde am 6. Februar 1942 versenkt. Auf dieser 26 Tage dauernden Unternehmung im Westatlantik zwischen der Neufundlandbank und Cape Sable sowie vor Neuschottland wurden zwei Schiffe mit zusammen 18.117 BRT und ein Zerstörer mit 1.190 t versenkt.
- 22. Januar 1942: Versenkung des britischen Tankers Athelcrown (Lage) mit 11.999 BRT. Der Tanker wurde durch einen Torpedo versenkt. Er fuhr in Ballast und war auf dem Weg von Cardiff und Belfast nach Aruba. Das Schiff gehörte zum Konvoi ON 56 mit 36 Schiffen. Es gab vier Tote und 46 Überlebende.

- 23. Januar 1942: Versenkung des norwegischen Tankers Leiesten (Lage) mit 6.118 BRT. Der Tanker wurde durch einen Torpedo versenkt. Er fuhr in Ballast und war auf dem Weg von Manchester nach Baton Rouge. Das Schiff gehörte zum Konvoi ON 56.

- 31. Januar 1942: Versenkung des britischen Zerstörers HMS Belmont (Lage) mit 1.190 t. Der Zerstörer wurde durch einen Torpedo versenkt. Er gehörte wahrscheinlich zum Konvoi NA 2. Es gab 138 Tote.

## Verbleib
Am 6. Februar 1942 wurde U 82 im Nordatlantik nördlich der Azoren, beim Angriff auf den Konvoi OS 18, durch Wasserbomben der britischen Sloop HMS Rochester und der britischen Korvette HMS Tamarisk auf der Position 44° 10' Nord, 23° 52' West im Marine-Planquadrat BE 7467 versenkt. Alle 45 Besatzungsmitglieder kamen dabei ums Leben.
U 82 verlor während seiner Dienstzeit vor der Versenkung keine Besatzungsmitglieder.